# Chen Ning-chi
Chen Ning-chi (chinesisch 陳能濟, Pinyin Chén Néng Jì, W.-G. Ch'en Neng Chi; * 1940 in Indonesien; † 18. März 2025) war ein chinesischer Dirigent und Komponist.

## Leben
Chen studierte von 1959 bis 1964 am Central Conservatory of Music in Peking.
Er arbeitete mit dem China National Ethnic Song and Dance Ensemble, dem National Ballet of China und Central Philharmonic Orchestra zusammen. 1973 ging er nach Hongkong und beteiligte sich dort an der Professionalisierung des Hong Kong Chinese Orchestra (HKCO).
In den Jahren 1989 bis 1993 war er in Taiwan tätig, wo er das Kaohsiung City Chinese Orchestra, das Taipei Chinese Orchestra und das National Chinese Orchestra dirigierte.
Zurück in Hongkong, wirkte er bis 2002 beim HKCO als Gastdirigent, stellvertretender Musikdirektor, Composer in Residence und Assistent des Chefdirigenten. 1994 war er mit seinem ersten Musical Tales of the Walled City erfolgreich.
Als Komponist verfasste er westliche und chinesische Musiken, so Orchestermusik, Chormusik, Kammermusik, Musical und Oper. Zu seinen Schülern gehörte Hui Cheung-wai.

## Auszeichnungen
- 1991: Kaohsiung City Literary Award
- 1994: CASH Golden Sail Most Performed Works Awards für Reminiscence at Chi Bi

## Diskographie
- 2000: Chinese Orchestral Works by Hong Kong Composers (Hugo), Yan Huichang (Dirigent)
- 2009: East West Encounter I (MSR Classics), Susan Chan (Klavier)